# SRE Holdings
SRE控股公司（日语：SREホールディングス株式会社），前称索尼不动产（ソニー不動産），是一家索尼與LY Corporation旗下负责房地产业务、IT平台业务和人工智能解决方案服务的子公司。

## 历史
索尼不动产公司（ソニー不動産株式会社）创建于2014年4月14日，专注于地产开发和租赁管理服务，宣称将运用IT技术改变房地产业务模式。2015年7月与雅虎日本宣布成立战略联盟，同时雅虎投资18亿日元，获得43.7%股份。2018年10月发布物联网房屋项目「AIFLAT」。2019年1月设立AI业务子公司「SRE AI Partners」。2019年6月1日更名为SRE控股公司。